# Ancistrops strigilatus
Ancistrops strigilatus е вид птица от семейство Furnariidae, единствен представител на род Ancistrops.

## Разпространение
Видът е разпространен в Боливия, Бразилия, Колумбия, Еквадор и Перу.